# Retiniphyllum tepuiense
Retiniphyllum tepuiense är en måreväxtart som beskrevs av Julian Alfred Steyermark. Retiniphyllum tepuiense ingår i släktet Retiniphyllum och familjen måreväxter. Inga underarter finns listade i Catalogue of Life.